# اسامو مائدا
وسامو مادا (به انگلیسی: Osamu Maeda) بازیکن فوتبال اهل ژاپن و عضو تیم ملی فوتبال ژاپن است که در تاریخ ۲۷ ژانویه ۱۹۸۸ میلادی اولین بازی ملی‌اش را انجام داد. او در ۱۴ بازی ملی حضور داشت و آخرین بازی ملی خود را در تاریخ ۱۸ ژوئن ۱۹۸۹ میلادی انجام داد. وسامو مادا در بازی‌های ملی‌اش
۶ گل به ثمر رساند.